# Antonia Maria Verna
Antonia Maria Verna, S.C.I.C. (12. června 1773, Rivarolo Canavese – 25. prosince 1838, tamtéž) byla italská římskokatolická řeholnice, zakladatelka a členka kongregace Milosrdných sester Neposkvrněného početí z Ivrey. Katolická církev ji uctívá jako blahoslavenou.

## Život
Narodila se dne 12. června 1773 ve vesnici Pasquaro (část obce Rivarola Canavese) jako druhé ze tří dětí rodičům Guglielmu Vernovi a Domenice Marii Vacheri. Její rodiče byli seznáni dne 24. ledna 1759 a pracovali jako rolníci. Pokřtěna byla několik hodin po svém narození v kostele San Giacomo v Rivarola Canavese. Již od malička v ní byla pěstována zbožnost, kdy měla zvláště oddanost ke sv. Josefovi, kterého si zvolila za svého patrona a k Jezulátku.
Během dospívání začala pociťovat volání k řeholnímu životu. Ve své vesnici učila děti katechismus a věnovala se studiu. Roku 1788 se definitivně rozhodla pro řeholní život a složila soukromý slib panenství. V té době opustila svou rodnou obec, aby se vyhnula nápadníkům. Zpět se vrátila roku 1789. Roku 1798 zemřel její otec.
Roku 1806 vytvořila komunitu sester a založila ženskou řeholní kongregaci Milosrdných sester Neposkvrněného početí z Ivrey. Jejich cílem bylo učit děti katechismus a také pečovat o nemocné v jejich domovech. Roku 1819 byl vystavěn nový řeholní dům kongregace.
Zemřela na první svátek vánoční v Rivarola Canavese dne 25. prosince 1838 v 10:00 poté, co prodělala krátkou nemoc a byla pohřbena pod kostelem v její rodné obci.

## Úcta
Její beatifikační proces započal dne 6. dubna 1937, čímž obdržela titul služebnice Boží. Dne 19. prosince 2009 ji papež Benedikt XVI. podepsáním dekretu o jejích hrdinských ctnostech prohlásil za ctihodnou. Dne 14. ledna 2011 byl uznán zázrak na její přímluvu, potřebný pro její blahořečení.
Blahořečena pak byla dne 2. října 2011 v katedrále Nanebevzetí Panny Marie v Ivrei. Obřadu předsedal jménem papeže Benedikta XVI. kardinál Tarcisio Bertone.
Její památka je připomínána 25. prosince. Bývá zobrazována v řeholním oděvu.